# 카를로 코스틀리
카를로 코스틀리(Carlo Yaír Costly Molina, 1982년 7월 18일 ~ )는 온두라스의 축구 선수이다. 포지션은 공격수이며, 온두라스 플라텐세에서 뛰고 있다. 온두라스 대표팀 선수이다.